# BMD–1
A BMD–1 (oroszul: БМД–1 – Боевая Машина Десанта, magyar átírásban: Bojevaja Masina Gyeszanta, magyarul: deszantharcjármű) szovjet úszóképes, légi szállíthatóságú, ejtőernyővel ledobható deszantharcjármű, melyet a Volgográdi Traktorgyár (VTZ) gyártott 1968–1987 között. A járművek nagy részét a Szovjet Hadsereg állította szolgálatba, kisebb mennyiségben exportálták is. Több helyi háborúban bevetették. A BMD–1-en alapul a BTR–D légi deszant páncélozott szállító jármű. Továbbfejlesztett változata a BMD–2. Légi szállítására az An–12 és Il–76-os repülőgépeket használják.

## Története
A Kubai rakétaválság nagy nyomást fejtett ki a szovjet vezetésben, hogy fejlesszék a légideszant-csapatokat. A szovjet tanulmányok során kiderült, hogy a könnyűfegyverzettel ellátott ejtőernyősök nem tudják felvenni a harcot az ellenséges páncélosokkal szemben, ezért a szovjet katonai vezetés úgy döntött, hogy az 1966-ban szolgálatba állított BMP–1-hez hasonló, levegőből ledobható harcjárművet rendszeresítenek a a légideszant-egységeknél.
A szállító eszköznek az An–12-est választották, de a repülőgép terhelhetősége miatt a 13 tonnás BMP–1 szóba sem jöhetett, ezért új harcjármű tervezésére adott utasítást a szovjet vezetés. A tervező és gyártó vállalat a Volgográdi Traktorgyár volt. Először átalakított BMP-1 harcjárművel próbálkoztak, 764-es gyártmányjelzéssel, de a kísérletek kudarcba fulladtak. A prototípusok 914 illetve 915-ös gyártmányjelzéssel készültek.
A fejlesztés 1965-ben, a kísérletek 1967-ben kezdődtek, a sorozatgyártás 1970-ben, de a jármű tömege meghaladta 500 kg-mal a követelményeket. 1977-ben modernizálták a BMD–1 harcjárműveket ezek jelzése BMD–1P lett. Az afganisztáni harci tapasztalatok alapján 1983-ban döntés született arról hogy, egy új, jobb technikai tulajdonságokkal rendelkező harcjárművet terveznek a BMD–2-t. A BMD–1 az alapja a BTR–D többcélú páncélozott szállító harcjárműnek is.

## Változatok

### Alapváltozatok
- BMD–1K – Parancsnoki változat, amely 1971-ben jelent meg.
- BMD–1M – Modernizált változat.
- BMD–1KM – A BMD–1K parancsnoki jármű modernizált változata.

### Speciális változatok
- BTR–D – Páncélozott szállító harcjármű, amelynél a torony elhagyásával növelték a szállítható deszantszemélyzet létszámát. 1974-ben rendszeresítették.

## Háborús alkalmazás
- 1977-1978 Ogadeni háború
- 1979-1989 A Szovjetunió afganisztáni háborúja
- 1975-2002 Angolai polgárháború
- 1982-1989 Irak–iráni háború
- 1990-1991 Öbölháború, Kuvait megszállása
- 1999-2009 Második csecsen háború
- 2003-2011 Iraki háború
- 2008 Orosz–grúz háború

## Rendszeresítő államok
- Angola:
- Azerbajdzsán: 40 db
- Fehéroroszország: 154 db
- India:
- Irán: 200 db
- Moldova: 44 db
- Oroszország: 2500 db
- Örményország: 10 db
- Ukrajna: 61 db
- Üzbegisztán: 120 db

## Korábbi rendszeresítők

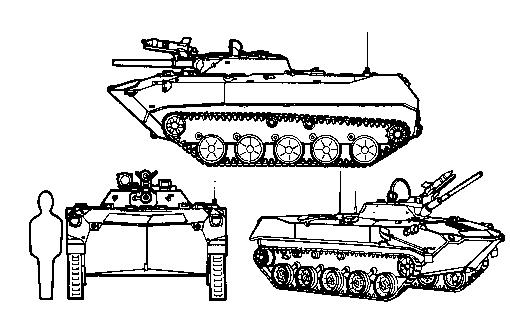
BMD-1 harcjármű rajza

- Irak: Az összes megsemmisült, vagy leselejtezték.
- Kuba: Ingyenesen kapta meg az Angolai hadsereg.
- Szovjetunió: Továbbadta az utódállamoknak.